# Strophanthus hispidus
Strophanthus hispidus är en oleanderväxtart som beskrevs av A.P. De Candolle. Strophanthus hispidus ingår i släktet Strophanthus och familjen oleanderväxter. Inga underarter finns listade i Catalogue of Life.